# Грабін (Любуське воєводство)
Грабін (пол. Grabin) — село в Польщі, у гміні Битниця Кросненського повіту Любуського воєводства.
Населення — 152 особи (2011).
У 1975-1998 роках село належало до Зеленогурського воєводства.

## Демографія
Демографічна структура станом на 31 березня 2011 року:
|          | Загалом | Допрацездатний вік | Працездатний вік | Постпрацездатний вік |
| -------- | ------- | ------------------ | ---------------- | -------------------- |
| Чоловіки | 73      | 10                 | 55               | 8                    |
| Жінки    | 79      | 12                 | 52               | 15                   |
| Разом    | 152     | 22                 | 107              | 23                   |